# Saurida tumbil
Saurida tumbil är en fiskart som först beskrevs av Bloch, 1795.  Saurida tumbil ingår i släktet Saurida och familjen Synodontidae. Inga underarter finns listade i Catalogue of Life.